# Kwalifikacja wstępna przyspieszona
Kwalifikacja wstępna przyspieszona – szkolenie przeznaczone dla osób zamierzających rozpocząć pracę na stanowisku kierowcy zawodowego prowadzącego pojazd samochodowy, dla którego wymagane jest prawo jazdy kategorii C lub C+E bądź D lub D+E. Kurs zakończony jest egzaminem państwowym. Po uzyskaniu pozytywnego wyniku egzaminu państwowego otrzymuje się Świadectwo Kwalifikacji Zawodowej, które z kolei uprawnia do uzyskania kodu 95 w prawie jazdy. Kod 95 wbity w prawo jazdy jest potwierdzeniem posiadania uprawnień do wykonywania zawodowo przewozu rzeczy lub osób.

## Wymagania do przystąpienia do kursu
Wymagania względem kandydata na szkolenie określa Ustawa o transporcie drogowym. Zgodnie z jej zapisami do szkolenia może przystąpić kandydat, który:
- Przebywa na terytorium Rzeczypospolitej Polski co najmniej 185 dni w roku lub
- Studiuje na terytorium Rzeczypospolitej Polski od co najmniej sześciu miesięcy,
- Ma zamiar wykonywać przewozy na rzecz podmiotu mającego siedzibę na terenie Rzeczypospolitej Polskiej,
- Posiada orzeczenie o braku przeciwwskazań zdrowotnych do wykonywania pracy na stanowisku kierowcy,
- Posiada orzeczenie o braku przeciwwskazań psychologicznych do wykonywania pracy na stanowisku kierowcy.

## Zakres kursu kwalifikacji wstępnej przyspieszonej
Kwalifikację wstępną przyspieszoną realizuje się w zakresie bloku programowego określonego odpowiednio do kategorii prawa jazdy: C1, C, C1+E, C+E lub D1, D, D1+E, D+E. Kurs obejmuje zajęcia teoretyczne, zajęcia praktyczne oraz testy kwalifikacyjne. Jest to 130 godzin zajęć teoretycznych, których tematy przewidziane są przez akty prawne oraz 10 godzin zajęć praktycznych – jazd w ruchu drogowym oraz w warunkach specjalnych. Zagadnienia części teoretycznej podzielone są na część podstawową oraz specjalistyczną.

## Egzamin po kursie kwalifikacji wstępnej przyspieszonej
Po zakończeniu kursu ośrodek szkolenia, w którym odbywały się zajęcia, wnioskuje o przeprowadzenie egzaminu państwowego, którego zaliczenie potwierdza uzyskanie kwalifikacji zawodowych. Egzamin przeprowadzany jest przez trzyosobową komisję egzaminacyjną, powoływaną przez Wojewodę. Egzamin odbywa się w formie testu składającym się z 30 zamkniętych pytań jednokrotnego wyboru. 20 pytań dotyczy wiedzy ogólnej, natomiast pozostałe 10 to pytania z wiedzy specjalistycznej w zależności od bloku programowego kursu kwalifikacji. Pozytywny wynik z egzaminu uzyskuje się po udzieleniu przynajmniej 80% poprawnych odpowiedzi z części ogólnej oraz 50% pytań z części specjalistycznej. Na końcowy wynik składają się wyniki z obu części, wobec tego w części ogólnej należy zrobić nie więcej niż 4 błędy oraz w części specjalistycznej nie więcej niż 5.

## Legalizacja uprawnień
Potwierdzeniem uzyskania uprawnień do wykonywania zarobkowego przewozu drogowego rzeczy lub osób jest uzyskanie wpisu kodu 95 w kolumnie numer 12 prawa jazdy.
W tym celu należy przedłożyć do Wydziału Komunikacji odpowiedniego ze względu na miejsce zamieszkania następujące dokumenty:
- Świadectwo Kwalifikacji Zawodowej,
- Orzeczenie lekarskie,
- Orzeczenie psychologiczne.

Wspomniany wpis wymaga wymiany prawa jazdy.